# Malmesbury (Western Cape)
Malmesbury er en by i Western Capeprovinsen i Sydafrika.
Byen ligger i et område kendt som Swartland (sort jord), på grund af den mørke, rige jord. Området blev anbefalet til nybyggere blandt andet på grund af de varme, svovlholdige kilder som havde ry for at lindre reumatisme.
Malmesbury har fået sit navn efter guvernør Lowry Coles svigerfar, den første Jarl af Malmesbury.